# Сара Чепмен
Сара Чепмен (пізніше Дірмен; 31 жовтня 1862 — 27 листопада 1945) була одною з лідерок страйку на сірниковій фабриці Bryant&May 1888 року.
Чепмен та інші учасниці страйку з тих пір були визнані «піонерками ґендерної рівності та справедливості на роботі, які залишили незабутній слід у профспілковому русі».

## Життя
Сара Чепмен народилася 31 жовтня 1862 року п'ятою з семи дітей Семюеля Чепмена, слуги пивовара, і Сари Енн Маккензі. Її молодість пройшла в Майл-Енді (Лондон, Англія), але все подальше життя провела в лондонському Іст-Енді. У 19 років разом із матір'ю та старшою сестрою Сара працювала сірничницею у Bryant&May. До моменту страйку 1888 року Сара Чепмен обіймала порівняно добре оплачувану посаду на фабриці Bryant&May.
У грудні 1891 року Сара вийшла заміж за Чарльза Генрі Дірмана, столяра. У 1892 році у пари народилася перша дитина, Сара Елсі, а згодом було ще п'ятеро. Пізніше сім'я переїхала в Бетнал-Грін, де Сара залишилася до кінця свого життя. Чарльз Генрі Дірман помер у 1922 році.
Сара Дірман померла в лікарні Бетнал-Грін 27 листопада 1945 року у віці 83 років, у неї залишилося троє з шести дітей. Разом із п'ятьма іншими людьми похилого віку Сару Дірман поховали в безіменній могилі на кладовищі Манор Парк (Manor Park Cemetery).

## Роль в Страйку Сірничниць (the Matchgirls' Strike)

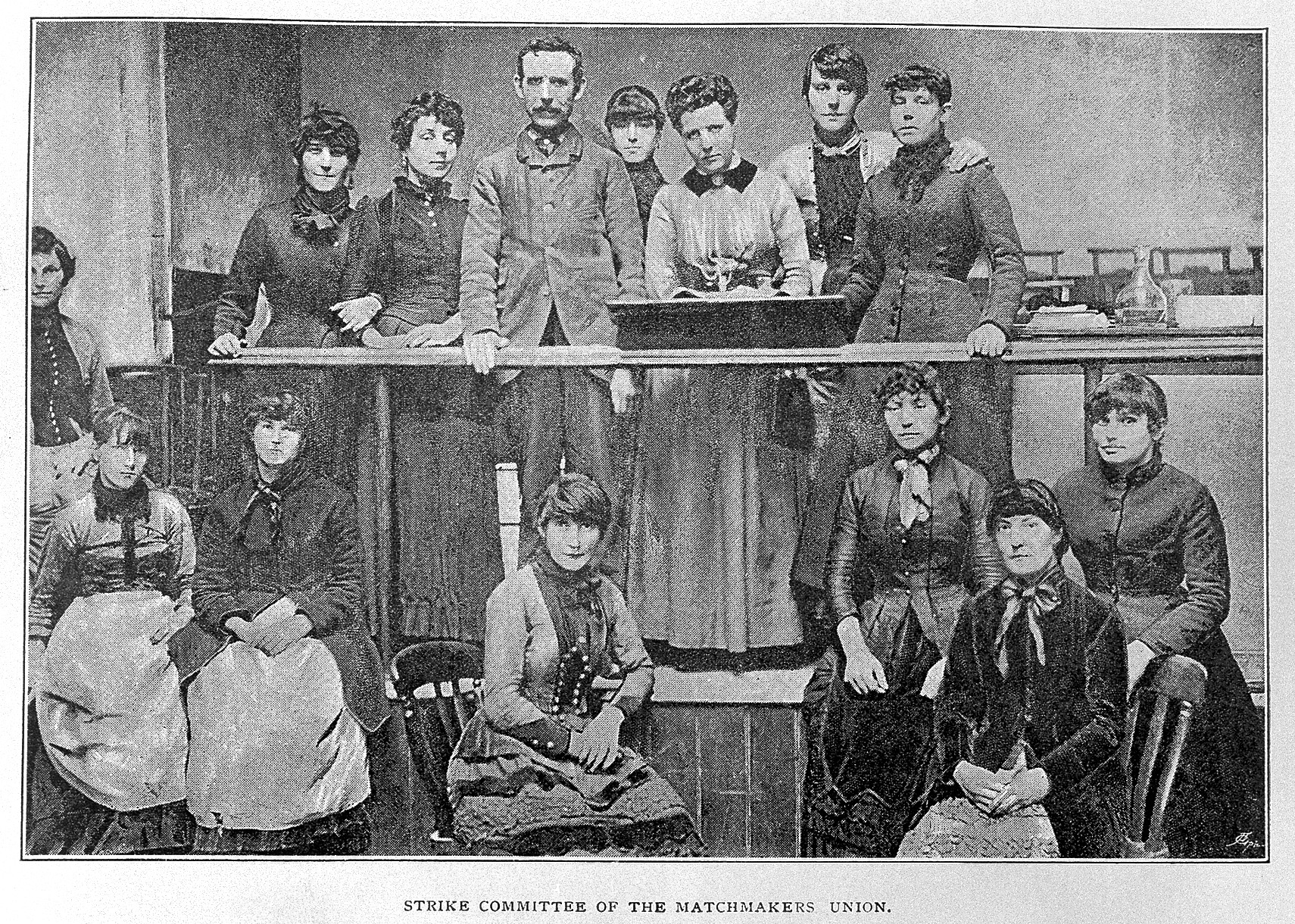
Страйковий комітет Спілки Сірничниць, на якому зображена Сара Чепмен (у задньому ряду, друга зліва) поруч із Гербертом Барроузом та Анні Безант

У червні 1888 року на зборах товариства Фабіана члени погодилися на запропонований бойкот компанії Bryant & May у відповідь на погані умови на заводі та погане поводження з робітницями.
Вільнодумиця та реформаторка Анні Безант пізніше зустрілася з робітницями біля фабрики та опублікувала 23 червня статтю Біле Рабство в Лондоні (White Slavery in London) в The Link. Хоча Bryant&May намагалися змусити працівниць підписати заяви про відхилення претензій, ті відмовилися. 5 липня 1888 року приблизно 1400 дівчат і жінок вийшли на страйк.
Наступного дня 200 жінок вийшли на вулицю Бувері, шукаючи підтримки Анні Безант. Чепмен була однією з трьох жінок, які зустрілися з Безант, заручившись її допомогою у формуванні Страйкового Комітету. Мері Наулс, Мері Каммінгс, Сара Чепмен, Еліс Френсіс, Кейт Слейтер, Мері Дрісколл, Джейн Уейклінг і Еліза Мартін були першими членкинями цього комітету. Жінки проводили публічні зустрічі, отримали прихильне висвітлення в пресі та змогли заручитися підтримкою різних депутатів. Чепмен і Страйковий Комітет також отримали допомогу від Toynbee Hall і Лондонської ради профспілок (London Trades Council), і після зустрічі з керівництвом Bryant&May їхній список вимог було узгоджено.
Згодом жінки створили Союз Жінок-Сірничниць (the Union of Women Match Makers), вступні збори якого відбулися в залі засідань Степні 27 липня. До комітету було обрано 12 жінок, у тому числі Чепмен. Це був найбільший жіночий союз країни. Чепмен було обрано першою представницею Профспілки у Конгресі Профспілок (TUC) і була серед тих, хто відвідали Міжнародний конгрес профспілок у 1888 році в Лондоні.

## Спадщина
З 2019 року благодійна організація під назвою The Matchgirls Memorial намагається підвищити обізнаність про Matchgirls' Strike та його учасниць. Були отримані пожертви на створення надгробка Сарі Чепмен, а також благодійна організація має на меті спорудити статую на честь учасниць страйку та організаторок.

У 2020 році у відповідь на план Manor Park Cemetery насипати курган над могилою Сари Чепмен було подано петицію із закликом захистити могилу. У липні того ж року до парламенту було внесено подання, у якому висловлювалося занепокоєння з приводу запланованого знищення місця поховання Сари Чепмен. У ініціативі, авторками та авторами якої були Апсана Беґум, Рушанара Алі, Джон Краєр, Джим Шеннон, Елісон Тьюлісс і Ян Лавері, говориться:

Те, що ця Палата стривожена неминучими планами засипати могилу Сари Дірман (уродженої Чепмен), ключової організаторки страйку сірничниць у 1888 році на кладовищі Манор Парк у Східному Лондоні; зазначає, що Сара Чепмен відіграла провідну роль в історичному страйку та що дівчата-сірничниці як піонерки ґендерної рівності та справедливості на роботі, які своїм страйком та створенням Спілки жінок-сірничниць залишили незабутній слід у профспілковому русі; вважає, що могила Сари Чепмен представляє особливий історичний інтерес та ілюструє важливі аспекти соціальної, економічної та політичної історії; закликає уряд втрутитися, щоб зупинити неминучу втрату важливого фрагмента багатої та різноманітної історії Лондона; і далі закликає уряд перевірити процес насипання кургану, щоб переконатися, що поховання не буде порушено під час викопування нових могил.

У 2021 році було оголошено, що новий житловий комплекс у Боу буде названо на честь Сари Чепмен. У 2022 році Англійська Спадщина оголосила, що в пам'ять про страйк дівчат-сірничниць буде встановлено синю меморіальну дошку на місці колишньої фабрики Bryant&May у Боу, Лондон. Меморіальну дошку відкрили 5 липня 2022 року акторка Аніта Добсон, праправнучка Чепмен, і Сем Джонсон, довірена особа The Match Girls Memorial, який очолював кампанію щодо пам'ятної дошки.

## У культурі
Чепмен з'являється як персонажка у фільмі Netflix «Енола Голмс 2» 2022 року, яку грає акторка Ганна Додд. У фільмі розповідається вигадана розповідь про зародження Страйку дівчат-сірничниць, у якому беруть участь головна героїня та її брат Шерлок.